# Буковська-Воля
Буковська-Воля (пол. Bukowska Wola) — село в Польщі, у гміні Мехув Меховського повіту Малопольського воєводства.
Населення — 455 осіб (2011).
У 1975-1998 роках село належало до Келецького воєводства.

## Демографія
Демографічна структура станом на 31 березня 2011 року:
|          | Загалом | Допрацездатний вік | Працездатний вік | Постпрацездатний вік |
| -------- | ------- | ------------------ | ---------------- | -------------------- |
| Чоловіки | 227     | 49                 | 141              | 37                   |
| Жінки    | 228     | 45                 | 124              | 59                   |
| Разом    | 455     | 94                 | 265              | 96                   |